# Старли, Джеймс
Джеймс Старли (англ. James Starley; 21 апреля 1830 — 17 июня 1881, Ковентри) — британский изобретатель, стоявший у истоков велосипедной индустрии.

## Биография
Родился в семье фермера, был крещён в Элбурне, графство Суссекс, 13 июня 1830 года. В восемнадцать лет сбежал из дома и пешком отправился в Лондон, но по пути туда остановился в Льюишаме, графство Кент, где в итоге прожил несколько лет и работал садовником. С юности Джеймс питал страсть к изобретательству, поэтому, помимо основной работы, он подрабатывал сборкой и продажей различных технических безделушек и ремонтом настенных и наручных часов. После широкого распространения швейных машин они привлекли его внимание, а изучение их конструкции усилило желание изобретать.
Оставив работу садовника, Старли всё же достиг Лондона в 1855 году и устроился работать механиком в фирму, занимавшуюся производством швейных машин. В скором времени он усовершенствовал машины своего нанимателя и придумал новую конструкцию швейной машины, значительно упрощающую работу. В 1857 году вместе с одним работником той же фирмы он уехал в Ковентри, где открыл фирму по производству швейных машин European и других по своим собственным патентам. Эта фирма впоследствии превратилась в Coventry Machinists' Company — первую в мире компанию по производству двух- и трёхколёсных велосипедов.
Старли привлёк также многих своих бывших знакомых по Льюишаму и другим местам к своему делу; они переехали в Ковентри и стали механиками в его компании. В 1868 году они начали производство велосипедов — первоначально по парижской модели и для французских потребителей; некоторые из самых первых улучшений конструкции велосипеда были предложены лично Старли. В 1870 году Джеймс Старли приступил к производству велосипедов типа «пенни-фартинг» (отличавшихся передними колёсами увеличенного размера), которые быстро завоевали популярность и преобладали на рынке почти два десятилетия.
Вскоре появилось несколько фирм, занявшихся исключительно производством велосипедов, и для одной из них Старли даже разработал модель трёхколёсного велосипеда под названием Coventry.
После смерти Старли ему на общественные средства был возведён памятник в Ковентри. Дело Джеймса Старли продолжил его племянник Джон, также изобретатель.
Университет Ковентри назвал здание постройки 1950-х годов в честь Джеймса Старли. По состоянию на 2021 год здание было снесено в результате ревновации.